# 小行星24274
小行星24274（24274 Alliswheeler）是一颗绕太阳运转的小行星，为主小行星带小行星。该小行星于1999年12月19日发现。

## 轨道参数
小行星24274的轨道半长轴为385 769 526 km，2.5786733 UA，离心率为0.173。